# Kolarovo (Silistra)
Kolarovo (Bulgaars: Коларово) is een dorp in het noordoosten van Bulgarije. Zij is gelegen in de gemeente Glavinitsa in de oblast Silistra. Het dorp ligt ongeveer 31 km ten zuidwesten van Silistra en 322 km ten noordoosten van de hoofdstad Sofia.

## Bevolking
In de eerste volkstelling van 1934 registreerde het dorp 768 inwoners. Dit groeide tot een officiële hoogtepunt van 1.159 inwoners in 1956. Sindsdien neemt het inwonersaantal af. Op 31 december 2019 telde het dorp 297 inwoners.
Alle 355 inwoners reageerden op de optionele volkstelling van 2011. Van deze 355 respondenten identificeerden 278 personen zichzelf als Bulgaarse Turken (78,3%) en 74 als etnische Bulgaren (20,8%).
Van de 355 inwoners in februari 2011 werden geteld, waren er 39 jonger dan 15 jaar oud (11%), gevolgd door 213 personen tussen de 15-64 jaar oud (60%) en 103 personen van 65 jaar of ouder (29%).